# تقريظ الكتاب
تقريظ الكتاب قطعة ترويجية قصيرة مصاحبة لعمل أدبي. وقد يكتبها المؤلف أو الناشر أو تحوي اقتباس الثناء من الآخرين. طُبعت تقاريظ الكتب في الأصل على قميص الكتاب. ومع تطور الغلاف الورقي في السوق الشامل وضعها الناشرون على كلا الغلافين. والآن أصبحوا موجودين أيضًا على بوابات الويب والصحف الرقيمة.